# Jaroslav Kozel
Jaroslav Kozel (16. března 1921 - 30. dubna 1992) byl český a československý politik Komunistické strany Československa a poúnorový poslanec Národního shromáždění ČSR.

## Biografie
Ve volbách roku 1954 byl zvolen do Národního shromáždění za KSČ ve volebním obvodu Ostrava-Mariánské Hory-Třebovice. V Národním shromáždění zasedal do konce jeho funkčního období, tedy do voleb v roce 1960. K roku 1954 se profesně uvádí jako vedoucí tajemník Krajského výboru Československého svazu mládeže.
V období listopad 1968 až září 1969 byl tajemníkem byra Ústředního výboru Komunistické strany Československa pro řízení stranické práce v českých zemích. V květnu 1969 tajemník ÚV KSČ Jaroslav Kozel a předseda Národní fronty Evžen Erban doporučili komunistům z Koordinačního výboru tvůrčích svazů, aby jako „politicky nevhodné“ odvolali své plánované shromáždění. Navzdory tlaku funkcionářů se ale Koordinační výbor tvůrčích svazů sešel a šlo o jedno z posledních velkých vystoupení na podporu reformních myšlenek pražského jara. V lednu 1970 Jaroslav Kozel rezignoval na funkci tajemníka byra odpovědného za práci oddělení ideologického, oddělení kultury a oddělení školství a vědy. Místo něj pak tuto funkci obsadil Oldřich Švestka.